# Anaïs Caradeux
Anaïs Caradeux (ur. 30 czerwca 1990 w Aix-les-Bains) – francuska narciarka dowolna specjalizująca się w halfpipie. Jest wicemistrzynią świata w halfpipie tytuł ten wywalczyła na mistrzostwach świata w Voss w 2013 roku. Na rozgrywanych rok później igrzyskach olimpijskich w Soczi zajęła 12. miejsce. Odległe miejsce spowodował upadek który zaliczyła w drugim przejeździe kwalifikacyjnym, co spowodowało na moment utratę przytomności i przewiezieniu do szpitala. Po badaniach okazało się, że uraz był nie groźny. Najlepsze wyniki w Pucharze Świata osiągnęła w sezonie 2008/2009, kiedy to zajęła 14. miejsce w klasyfikacji generalnej, a w klasyfikacji halfpipe’a była druga. Ponadto w sezonie 2005/2006 zdobyła małą kryształową kulę w klasyfikacji half-pipe’a.

## Osiągnięcia

### Igrzyska olimpijskie
| Miejsce | Dzień     | Rok  | Miejscowość | Konkurencja | Zwycięzca     |
| ------- | --------- | ---- | ----------- | ----------- | ------------- |
| 12.     | 20 lutego | 2014 | Soczi       | Halfpipe    | Maddie Bowman |
| 12.     | 20 lutego | 2018 | Pjongczang  | Halfpipe    | Cassie Sharpe |

### Mistrzostwa świata
| Miejsce | Dzień       | Rok  | Miejscowość   | Konkurencja | Zwycięzca           |
| ------- | ----------- | ---- | ------------- | ----------- | ------------------- |
| 5.      | 5 marca     | 2009 | Inawashiro    | Halfpipe    | Virginie Faivre     |
| 12.     | 5 lutego    | 2011 | Deer Valley   | Halfpipe    | Rosalind Groenewoud |
| 2.      | 5 marca     | 2013 | Voss          | Halfpipe    | Virginie Faivre     |
| 4.      | 22 stycznia | 2015 | Kreischberg   | Halfpipe    | Virginie Faivre     |
| 23.     | 18 marca    | 2017 | Sierra Nevada | Halfpipe    | Ayana Onozuka       |
| 15.     | 9 lutego    | 2019 | Park City     | Halfpipe    | Kelly Sildaru       |

### Puchar Świata

#### Miejsca w klasyfikacji generalnej
- sezon 2005/2006: 25.
- sezon 2006/2007: 64.
- sezon 2007/2008: 58.
- sezon 2008/2009: 14.
- sezon 2010/2011: 62.
- sezon 2011/2012: 60.
- sezon 2012/2013: 45.
- sezon 2013/2014: 99.
- sezon 2014/2015: 139.
- sezon 2015/2016: 71.
- sezon 2016/2017: 87.
- sezon 2017/2018: 105.

#### Miejsca na podium
1. Contamines – 15 stycznia 2009 (halfpipe) – 1. miejsce
2. Park City – 31 stycznia 2009 (halfpipe) – 3. miejsce
3. La Plagne – 19 marca 2009 (halfpipe) – 1. miejsce